# Thrash, Speed, Burn
Thrash, Speed, Burn – dziesiąty album studyjny speed metalowego zespołu Exciter wydany 22 lutego 2008 roku przez wytwórnię Massacre Records.

## Lista utworów
1. „Massacre Mountain” – 4:06
2. „Thrash Speed Burn” – 5:01
3. „In Mortal Fear” – 4:50
4. „Crucifixion” – 6:21
5. „Demon's Gate” – 3:45
6. „Hangman” – 3:01
7. „Evil Omen” – 5:40
8. „Betrayal” – 4:21
9. „The Punisher” – 4:11
10. „Rot the Devil King” – 4:22

## Twórcy
Exciter w składzie
- Kenny Winter – śpiew
- John Ricci – gitara
- Rob „Clammy” Cohen – gitara basowa
- Rik Charron – perkusja